# Christoph Brüggemann
Christoph Brüggemann (* 1978 in Magdeburg) ist ein deutscher Schauspieler.

## Leben
Christoph Brüggemann wurde in der ehemaligen DDR geboren, die er gemeinsam mit seinen Eltern im Kindesalter verließ. Mitte der 1990er Jahre machte er erste Theatererfahrungen bei Amateurtheaterprojekten, u. a. im Theatersaal Nienstedten/Hamburg. Von 1999 bis 2003 absolvierte er seine Schauspielausbildung an der Hochschule für Musik und Theater in Hamburg. Während seiner Ausbildung hatte er erste Theaterengagements, u. a. in den Zeisehallen in Hamburg-Altona (2000), am Ernst-Deutsch-Theater (2001; als Diener Gregor in Romeo und Julia, Inszenierung: Pjotr Olev) und auf Kampnagel.
2002 gastierte er am Theater Bremen als Benka/Jum Jum in Mio, mein Mio. Es folgten Gast- und Festengagements an Theatern in Deutschland, u. a. an den Freien Kammerspielen Magdeburg (2003; als Lomow in Der Heiratsantrag, Inszenierung: Jutta Hoffmann), am Thalia-Theater (2003; als „Der Merkl Franz“ in Kasimir und Karoline, Inszenierung: Jorinde Dröse) und am Berliner Ensemble (2003).
Von 2003 bis 2006 war Brüggemann festes Ensemblemitglied am Schauspielhaus Kiel, wo er zahlreiche Partien der klassischen und modernen Theaterliteratur spielte. Er trat u. a. als Lancelot Gobbo in Der Kaufmann von Venedig (2003; Regie: Daniel Karasek), als Schweizerkas in Mutter Courage und ihre Kinder (2004; Regie: Barbara Neureiter), als Lysander in Ein Sommernachtstraum (2004; Regie: Ragna Kirck) und als Richter Hathone in Hexenjagd (2006; Regie: Ulrike Maack). Am Schauspielhaus Kiel spielte er in zwei Erst- und Uraufführungen und auch im Kinder- und Jugendtheater. 
In der Spielzeit 2006/07 spielte er, unter der Regie von René Heinersdorff, Boulevardtheater im Theater an der Kö in Düsseldorf. In der Spielzeit 2013/14 gastierte er an der Komödie Winterhuder Fährhaus.
Brüggemann stand mehrfach für das Fernsehen, und gelegentlich auch für das Kino, vor der Kamera. In der 15. und 16. Staffel der ARD-Fernsehserie Rote Rosen (ab Folge 2607, März 2018) übernahm Brüggemann bis Juli 2019 (Folge 2920) eine Seriennebenrolle. Er verkörperte den Arzt Dr. Martin Harder, einen Arbeitskollegen der Serienfigur Dr. Britta Berger (Jelena Mitschke) mit Schwerpunkt Chinesische Medizin, und späteren Freund der Serienhauptfigur Eliane da Silva (Samantha Viana). 
Brüggemann arbeitete auch als Werbedarsteller, u. a. für die Deutsche Telekom, Toffifee, Alete, Nivea, Billy Boy-Kondome, die Hamburger Morgenpost und Ford Mustang.
Brüggemann ist auch als Schauspiellehrer für Kinder, Jugendliche und Erwachsene tätig. Von 2006 bis 2008 war er Künstlerischer Leiter der „TASK“-Schauspielschule für Kinder in Köln. 2010 gründete er die „Mignon Schauspielschule“. 2015 war er Prüfungsmitglied der Hochschule für Musik und Theater Hamburg im Fachbereich Schauspiel.
Brüggemann ist Vater von drei Kindern. Er lebt in Hamburg.

## Filmografie (Auswahl)
- 2002: St. Angela: Spiel mit dem Feuer (Fernsehserie, eine Folge)
- 2004: Die Pfefferkörner: Fahrraddiebe (Fernsehserie, eine Folge)
- 2007: Unter uns (Fernsehserie; Seriennebenrolle)
- 2008: Bully sucht die starken Männer (Casting-Show)
- 2009: 112 – Sie retten dein Leben (Fernsehserie, eine Folge)
- 2009: Verbotene Liebe (Fernsehserie; Seriennebenrolle)
- 2018–2019: Rote Rosen (Fernsehserie; Seriennebenrolle)